# Podział administracyjny Grenlandii
Podział administracyjny Grenlandii – podział Grenlandii na pięć gmin (Avannaata, Kujalleq, Qeqertalik, Qeqqata, i Sermersooq) i siedemnaście dystryktów. Wyodrębnione są również dwa obszary niemunicypalne – Park Narodowy Grenlandii oraz Baza kosmiczna Pituffik. Aktualny podział został wprowadzony 1 stycznia 2018 roku.

## Gminy
| mapa | herb | nazwa      | nazwa w j. grenlandzkim  | siedziba  | zaludnienie | dystrykty (miasta) | osady |
| ---- | ---- | ---------- | ------------------------ | --------- | ----------- | ------------------ | ----- |
|      |      | Avannaata  | Avannaata Kommunia       | Ilulissat | 10 955      | 4                  | 22    |
|      |      | Kujalleq   | Kommune Kujalleq         | Qaqortoq  | 6 191       | 3                  | 11    |
|      |      | Qeqertalik | Kommune Qeqertalik       | Aasiaat   | 6 028       | 4                  | 8     |
|      |      | Qeqqata    | Qeqqata Kommunia         | Sisimiut  | 9 183       | 2                  | 6     |
|      |      | Sermersooq | Kommuneqarfik Sermersooq | Nuuk      | 24 313      | 4                  | 8     |

## Dystrykty

Podział administracyjny Grenlandii na gminy i dystrykty

Grenlandia jest podzielona na 17 dystryktów. W skład dystryktu wchodzi jedno miasto i od jednej do dziesięciu osad. Wyjątkiem jest dystrykt Ittoqqortoormiit, obejmujący tylko jedno miasto. Poniżej znajduje się lista dystryktów, a w nawiasach wypisane są miejscowości będące ich częściami.
Gmina Avannaata:
- Qaanaaq ⇒ (Qaanaaq, Savissivik, Siorapaluk, Qeqertat)
- Upernavik ⇒ (Upernavik, Upernavik Kujalleq, Kangersuatsiaq, Aappilattoq, Tasiusaq, Nuussuaq, Kullorsuaq, Naajaat, Innaarsuit, Nutaarmiut, Ikerasaarsuk(inne języki))
- Uummannaq ⇒ (Uummannaq, Niaqornat, Qaarsut, Ikerasak, Saattut, Ukkusissat)
- Ilulissat ⇒ (Ilulissat, Oqaatsut, Qeqertaq, Saqqaq, Ilimanaq)

Gmina Kujalleq:
- Narsaq ⇒ (Narsaq, Igaliku, Qassiarsuk, Narsarsuaq)
- Qaqortoq ⇒ (Qaqortoq, Saarloq, Eqalugaarsuit, Qassimiut)
- Nanortalik ⇒ (Nanortalik, Aappilattoq, Narsarmijit, Tasiusaq, Ammassivik, Alluitsup Paa)

Gmina Qeqertalik:
- Aasiaat ⇒ (Aasiaat, Akunnaaq, Kitsissuarsuit)
- Qasigiannguit ⇒ (Qasigiannguit, Ikamiut)
- Qeqertarsuaq ⇒ (Qeqertarsuaq, Kangerluk)
- Kangaatsiaq ⇒ (Kangaatsiaq, Attu, Iginniarfik, Niaqornaarsuk, Ikerasaarsuk)

Gmina Qeqqata:
- Sisimiut ⇒ (Sisimiut, Itilleq, Sarfannguit, Kangerlussuaq)
- Maniitsoq ⇒ (Maniitsoq, Atammik, Napasoq, Kangaamiut)

Gmina Sermersooq:
- Nuuk ⇒ (Nuuk, Qeqertarsuatsiaat, Kapisillit)
- Paamiut ⇒ (Paamiut, Arsuk)
- Tasiilaq ⇒ (Tasiilaq, Sermiligaaq, Isortoq, Kulusuk, Tiniteqilaaq, Kuummiut)
- Ittoqqortoormiit ⇒ (Ittoqqortoormiit)

## Obszary niemunicypalne

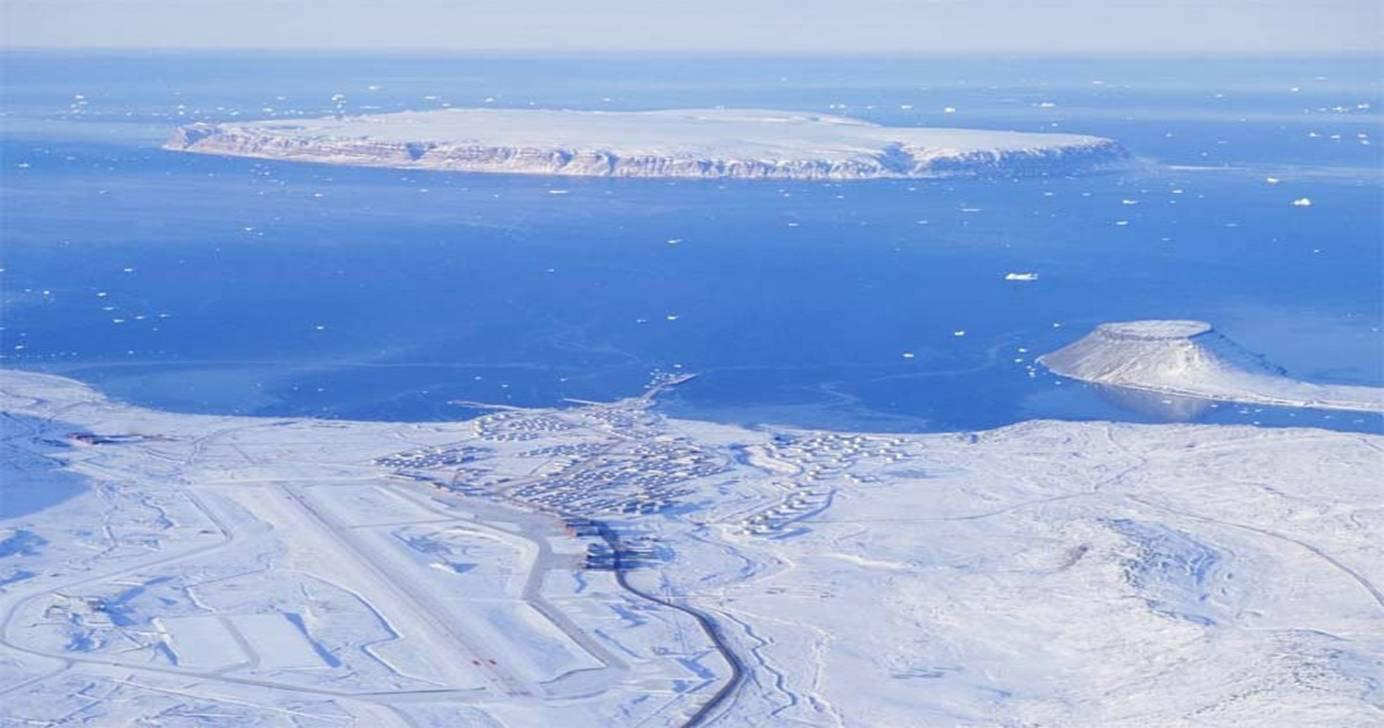
Baza kosmiczna Pituffik z lotu ptaka

Park Narodowy Grenlandii obejmuje północno-wschodnią część Grenlandii. Nie jest częścią żadnej gminy, na południu graniczy z Sermersooq, a na zachodzie z Avannaata. Jego powierzchnia wynosi 972 000 km². Na terenie parku mieszka 31 osób, są to mieszkańcy stacji badawczych i baz wojskowych. Gęstość zaludnienia parku wynosi 0.000031 os./km².
Baza kosmiczna Pituffik (ang. Pituffik Space Base) to amerykańska baza wojskowa na terenie Grenlandii. Funkcjonuje na podstawie umów między Danią a Stanami Zjednoczonymi o wzajemnej obronie Na wschodzie i południu graniczy z gminą Avannaata, a na północnym zachodzie z morzem terytorialnym Grenlandii również będącym częścią gminy Avannaata.

## Historia

### Po 2009
1 stycznia 2009 wprowadzono nowy podział administracyjny Grenlandii. Terytorium zostało podzielone na 4 gminy - Qeqqata, Sermersooq, Qaasuitsup i Kujalleq. Park Narodowy Grenlandii oraz baza lotnicza Thule (ang. Thule Air Base) nie zostały włączone do żadnej z nich. 1 stycznia 2018 roku gmina Qaasuitsup została zlikwidowana, a jej terytorium podzielono między dwie nowe gminy - Avannaata i Qeqertalik. 6 kwietnia 2023 baza lotnicza Thule zmieniła nazwę na baza kosmiczna Pituffik (ang. Pituffik Space Base).